# Towers Perrin
Towers Perrin est une entreprise de services professionnels dans le domaine du conseil.
Elle a été fondée le 1er mars 1934 sous le nom de Towers, Perrin, Forster & Crosby. Le nom plus simple de Towers Perrin a été pris en 1987.
L'entreprise agit dans 3 domaines : les services de conseil en ressources humaines liés à la rémunération directe et indirecte (incluant enquêtes de salaire, plans de rémunération variable, audit des régimes complémentaires, définition des engagements et calculs actuariels, etc.) la réassurance et le conseil auprès des sociétés d'assurance via Tillinghast. La réassurance comprend une division britannique, Towers Perrin Claytons.
Son chiffre d'affaires dans le monde en 2005 est de 1,4 M$.
En France son chiffre d'affaires est estimée à 45 m€ (source:)
Towers Perrin et Watson Wyatt & Company, ont annoncé en 2009 qu'ils allaient fusionner par échange d'actions pour former une nouvelle société, Towers Watson & Co., au chiffre d'affaires annuel de plus de 3 milliards de dollars.

## Clients
Les clients de Towers Perrin représentent les trois quarts des 500 plus grandes entreprises du monde et plus de 700 des entreprises américaines classées par Fortune 1000,.

## Concurrence
En 2008, Towers Perrin a été classée 18e entreprise de conseil en management la plus prestigieuse et 2e dans la catégorie "Human resources consulting" par Vault.
Parmi les concurrents directs de Towers Perrin en France on peut compter:
Hay Group,
Hewitt,
Mercer, Oliver Wyman, et de façon indirecte
Cap Gemini,
BCG ou
McKinsey

## Offices
Towers Perrin dispose de 84 bureaux répartis entre bureaux principaux et partenariats stratégiques avec d'autres entreprises dans les régions suivantes :
- Asie/Pacifique (14 bureaux)
- Canada (4 bureaux)
- Europe, Moyen-Orient & Afrique (24 bureaux)
- Amérique Latine (5 bureaux)
- États-Unis et Bermudes (37 bureaux)